# Янес Коссио, Алисия
Алисия Янес-Коссио (исп. Alicia Yánez Cossío; род. 10 декабря 1928, Кито, Эквадор) — эквадорская писательница, поэтесса и журналистка, лауреат Премии имени Эухенио Эспехо (2008).

## Биография
Алисия Янес-Коссио родилась в Кито 10 декабря 1928 года. Она была дочерью Альфонсо Янес-Проаньо и Клеменсии Коссио-Ларреа. В шесть лет поступила в колледж Святейшего Сердца в Кито, откуда вскоре была отчислена из-за отказа заниматься арифметикой. В раннем возрасте проявила большой литературный талант. Всегда хотела стать писателем. Писательница говорила: «У меня было очень счастливое детство, может быть, немного мальчишеское, под влиянием моих ранних увлечений — романов Жюля Верна и подвигов Тарзана, я никогда не любила кукол».
Своё первое произведение — роман «Лусиолас» (исп. Luciolas), она опубликовала в 1949 году. В её работах личность выступает против несправедливости в обществе, борется за основные права женщины. Другой постоянной темой произведений писательницы является обличение мужского шовинизма. Превосходство мужчин она описывает с иронией, сарказмом, например, отношение местных представителей сильного пола к таким явлениям, как девственность или гомосексуализм.
В 1971 году победила в литературном конкурсе журнала «Вселенная» в Гуаякиле. В 1990-е годы творчество Алисии Янес-Коссио приобрело известность за границами Эквадора. В 1998 году она опубликовала «Кубинские портреты» (исп. Relatos cubanos) — 18 рассказов, написанных между 1957 и 1961 годами на Кубе. В них рассказывается о борьбе местных жителей за свободу. Некоторые произведения писательницы до сих пор остаются не опубликованными. В 2008 году ей была вручена Премия имени Эухенио Эспехо в области литературы.
В 1993 году она овдовела. Сегодня писательница живёт в родном городе в обществе детей и внуков. Она является матерью писателя Луиса Мигеля Кампос-Янеса (род. 1960).